# كتيبة راف الله السحاتي
كتيبة راف الله السحاتي هي ميليشيا مسلحة في ليبيا تأسّست بعد ثورة 17 فبراير. بدأت تلك المجموعة كجماعة منظمة في "كتيبة شهداء 17 فبراير"، قبل أن يتم توسيع نطاقها لتصبح مجموعة قائمة بذاتها.
تأسّست خلال الحرب التي تلت ثورة 17 فبراير 2011 وأُطلق اسمها تيمّناً على أحد الذين قُتلوا أثناء التصدي لقوات القذافي التي دخلت مشارف بنغازي في مارس 2011.
يقدّر تعداد أفرادها بألف فرد، حيث توجد في شرقي ليبيا وفي الكفرة.

## جمعة انقاذ بنغازي
في 21 سبتمبر 2012 خرج متظاهرون قدر عددهم بنحو 30.000 شخص من المواطنين في مدينة بنغازي فيما عرفت بجمعة إنقاذ بنغازي والتي كانت من أبرز مطالبهم (قيام الجيش والشرطة فقط بتولّي مسؤولية الأمن في البلاد وحل جميع الميليشيات المسلحة). حيث قامت جموع بالتظاهر أمام مقار الميليشيات بينها مقر ميليشيا راف الله السحاتي في مزرعة بمنطقة الهواري (15 كيلومتراً عن وسط المدينة) ليقُتل 17 من المتظاهرين المدنيين أمام مقرها. وحررت سجناء كانوا داخل مقرها إضافة لآخرين كانوا داخل مقار ميليشيا أنصار الشريعة وميليشيا 17 فبراير تم احتجازهم كسجناء خارج سلطة وقضاء الدولة.
وتمتلك ميليشيا راف الله السحاتي ترسانة أسلحة ضخمة وسجون يحتجز بها مسجونين خارج النظام القضائي الرسمي، وقال قائدها إسماعيل الصلابي وهو شقيق علي الصلابي عضو الاتحاد العالمي للعلماء المسلمين، قال في تصريح لوكالة رويترز ابن جمعة انقاذ بنغازي (أن ميليشياته لا تدير سجنا خاصا بها. وأنها أمسكت 113 شخصا يشتبه أنهم قاموا بعمليات سلب وهجمات وذلك فجر السبت بعد اشتباكات ليل الجمعة كان من بينهم ما بين 30 و40 ضابطا في الجيش وسلّمتهم إلى ميليشيا 17 فبراير الأكبر التي لديها اتفاق مع الحكومة يسمح لها باحتجاز أشخاص).